# 文岑多夫
文岑多夫是德国下萨克森州的一个市镇。总面积21.47平方公里，总人口1364人，其中男性672人，女性692人（2011年12月31日），人口密度64人/平方公里。